# Boharagaun
Boharagaun (en népalais : बोहरागाउँ) est un comité de développement villageois du Népal situé dans le district de Baglung. Au recensement de 2011, il comptait 5 903 habitants.